# Dmitri Shomko
Dmitri Andreyévich Shomko, más conocido como Dmitri Shomko, (Ekibastuz, 19 de marzo de 1990) es un futbolista kazajo que juega de defensa en el F. C. Astana de la Liga Premier de Kazajistán. Es internacional con la selección de fútbol de Kazajistán.

## Selección nacional
Shomko fue internacional con la selección de fútbol de Kazajistán sub-17 y sub-21 antes de llegar a la absoluta en 2011. Su primer gol con la selección llegó el 4 de junio de 2013 en un partido amistoso frente a la selección de fútbol de Bulgaria. Ese mismo año volvió a anotar un gol y lo hizo frente a la selección de fútbol de Irlanda.

## Clubes
| Club                     | País       | Año       |
| ------------------------ | ---------- | --------- |
| Batyr Ekibastuz          | Kazajistán | 2006-2007 |
| F. C. Ekibastuz (cedido) | Kazajistán | 2007      |
| F. C. Ekibastuz          | Kazajistán | 2008      |
| F. C. Irtysh Pavlodar    | Kazajistán | 2009-2014 |
| F. C. Astana (cedido)    | Kazajistán | 2011      |
| F. C. Astana             | Kazajistán | 2014-2020 |
| F. C. Rotor Volgogrado   | Rusia      | 2021      |
| F. C. Aktobe             | Kazajistán | 2021-2023 |
| F. C. Yelimay            | Kazajistán | 2024      |
| F. C. Astana             | Kazajistán | 2025-     |

## Palmarés

### Títulos nacionales
| Título                     | Club         | País       | Año  |
| -------------------------- | ------------ | ---------- | ---- |
| Liga Premier de Kazajistán | F. C. Astana | Kazajistán | 2014 |
| Supercopa de Kazajistán    | F. C. Astana | Kazajistán | 2015 |
| Liga Premier de Kazajistán | F. C. Astana | Kazajistán | 2015 |
| Liga Premier de Kazajistán | F. C. Astana | Kazajistán | 2016 |
| Copa de Kazajistán         | F. C. Astana | Kazajistán | 2016 |
| Liga Premier de Kazajistán | F. C. Astana | Kazajistán | 2017 |
| Supercopa de Kazajistán    | F. C. Astana | Kazajistán | 2018 |
| Liga Premier de Kazajistán | F. C. Astana | Kazajistán | 2018 |
| Supercopa de Kazajistán    | F. C. Astana | Kazajistán | 2019 |
| Liga Premier de Kazajistán | F. C. Astana | Kazajistán | 2019 |